# Яковенко Віра Вадимівна
Віра Вадимівна Яковенко (нар. 30 липня 1978, Львів, УРСР) — українська кінорежисерка, сценаристка.

## Життєпис
Народилася в родині українських акторів: батько — актор Вадим Яковенко, мати — акторка Галина Давидова.
Закінчила Київський театральний інститут ім. Карпенка-Карого (курс М. Іллєнка і В. Сивака).
Знімала кінофільми в Україні, Німеччині.

## Режисер
Короткометражки
- 1999: «Народження звуку», також як сценаристка
- 2001: «Спляча красуня», також як сценаристка
- 2004: «Мій Гоголь», також як сценаристка
- 2004: «Blonde dies twice» / «Білявка помирає двічі»
- 2009: Проєкт «Мудаки. Арабески»: «Таксі?», також як сценаристка
- 2015  «Її собака», також як співсценаристка,

Телефільми:
- 2005: «Повернути Віру»
- 2007: «Ігри в солдатики»
- 2007: «Ван Гог не винен»
- 2008: «Як знайти ідеал», також як сценаристка
- 2008: «Контракт», також як сценаристка
- 2009: «Патон, шлях до мрії» (документальний телефільм)
- 2013: «Життя на продаж» (документальний телефільм)
- 2016: «Покоління бурштин» (документальний телефільм)

Телепрограми / спецпроєкти
- 2005: «Народжені в Україні», документальний телевізійний цикл з 50-ти ТБ-роликів про всесвітньовідомих людей, народжених в Україні
- 2014: «Відкриті двері», соціальні ролики за толерантність, також співсценаристка (за підтримки фонду Г. Бьоля)
- 2015: «Feminae damnatum» / «Засуджені жінки», експериментальний, театрально-документальний соціальний проєкт (за підтримки фонду Г. Бьоля)

Телесеріали:
- 2009—2011: «Чужі помилки», ?-серійний серіал
- 2011: «Костоправ», ?-серійний серіал
- 2012: «Бардак», ?-серійний ситком
- 2014: «Історія криміналістики», 6-серійний історичний документальний мінісеріал
- 2015: «Райдужні сім'ї. Життя під маскою», «Пов'язані серцем», «Той, кому довіряю», 3-серійний соціальний документальний мінісеріал
- 2015: «Центральна лікарня», 60-серійний медичний серіал
- 2016 «Непрощені», 2-серійний документальний мінісеріал
- 2016 «Весільна сукня», 2-серійний мінісеріал
- 2017—2018: «Лікар Ковальчук»
- 2019 «Слідчий Горчакова», 20-серійний телесеріал